# Saint-Pierre-Bellevue
Saint-Pierre-Bellevue est une commune française située dans le département de la Creuse en région Nouvelle-Aquitaine.

## Géographie

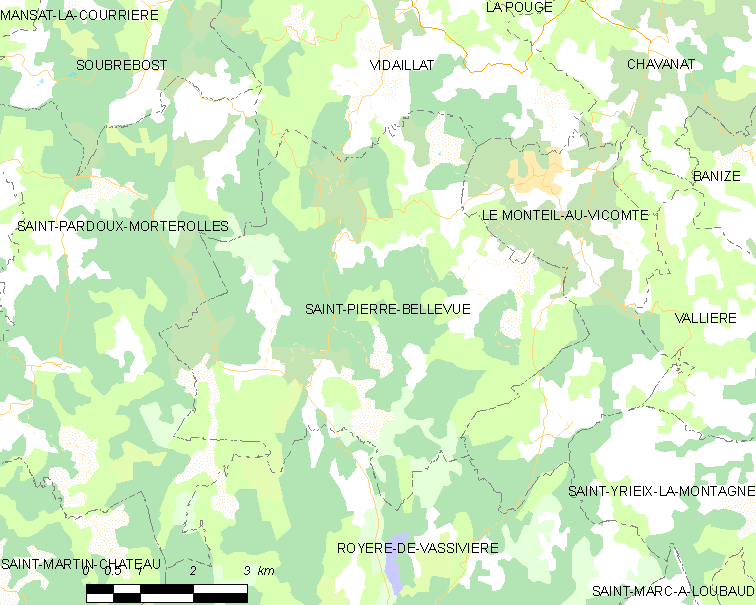
Carte de la commune.

|                           | Vidaillat             |                       |
| Saint-Pardoux-Morterolles | Saint-Pierre-Bellevue | Le Monteil-au-Vicomte |
|                           | Royère-de-Vassivière  |                       |

### Hydrographie
Le Tourtoulloux reçoit le ruisseau du Pic et le Rio Fourtou à 500 mètres du Compeix. Il forme alors les cascades d'Augerolles. Il passe à côté d'Augerolles puis de Saint-Pardoux et va ensuite se jeter dans la Maulde à côté du Moulin de l'Age.
Afin de protéger le site, la Communauté de communes Bourganeuf et Royère-de-Vassivière a acheté en 2007 près de 18 hectares de la tourbière de la Mazure située sur les communes de Royère et de Saint-Pierre-Bellevue. Placés sous le régime forestier, la tourbière sera gérée par l’Office national des forêts.

### Climat
Pour des articles plus généraux, voir Climat de la Nouvelle-Aquitaine et Climat de la Creuse.
Historiquement, la commune est exposée à un climat montagnard.  
En 2020, Météo-France publie une typologie des climats de la France métropolitaine dans laquelle la commune est exposée à un climat de montagne et est dans la région climatique  Ouest et nord-ouest du Massif Central, caractérisée par une pluviométrie annuelle de 900 à 1 500 mm, maximale en automne et en hiver.
Pour la période 1971-2000, la température annuelle moyenne est de 9,5 °C, avec  une amplitude thermique annuelle de 14,7 °C. Le cumul annuel moyen de précipitations est de 1 310 mm, avec 13,9 jours de précipitations en janvier et 8,6 jours en juillet. Pour la période 1991-2020, la température moyenne annuelle observée sur la station météorologique la plus proche, située sur la commune de Pontarion à 10 km à vol d'oiseau, est de 10,5 °C et le cumul annuel moyen de précipitations est de 1 155,8 mm,. Pour l'avenir, les paramètres climatiques de la commune estimés pour 2050 selon différents scénarios d’émission de gaz à effet de serre sont consultables sur un site dédié publié par Météo-France en novembre 2022.

## Urbanisme

### Typologie
Au 1er janvier 2024, Saint-Pierre-Bellevue est catégorisée commune rurale à habitat très dispersé, selon la nouvelle grille communale de densité à 7 niveaux définie par l'Insee en 2022.
Elle est située hors unité urbaine et hors attraction des villes,.

### Occupation des sols
L'occupation des sols de la commune, telle qu'elle ressort de la base de données européenne d’occupation biophysique des sols Corine Land Cover (CLC), est marquée par l'importance des forêts et milieux semi-naturels (78,6 % en 2018), en diminution par rapport à 1990 (79,5 %). La répartition détaillée en 2018 est la suivante : 
forêts (69,9 %), prairies (12,4 %), zones agricoles hétérogènes (9 %), milieux à végétation arbustive et/ou herbacée (8,7 %). L'évolution de l’occupation des sols de la commune et de ses infrastructures peut être observée sur les différentes représentations cartographiques du territoire : la carte de Cassini (XVIIIe siècle), la carte d'état-major (1820-1866) et les cartes ou photos aériennes de l'IGN pour la période actuelle (1950 à aujourd'hui).

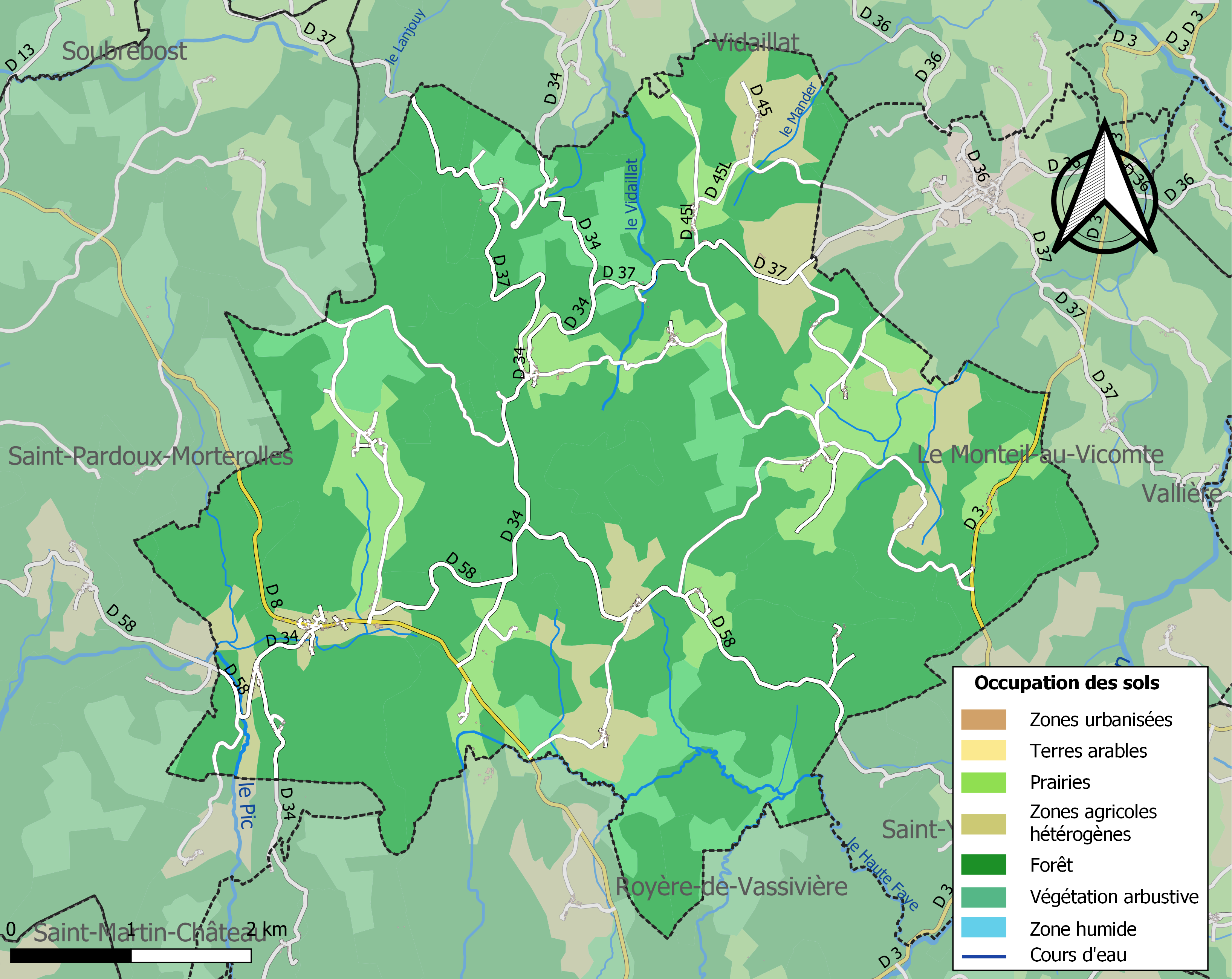
Carte des infrastructures et de l'occupation des sols de la commune en 2018 (CLC).

#### Transport routier
- Réseau TransCreuse

### Risques majeurs
Le territoire de la commune de Saint-Pierre-Bellevue est vulnérable à différents aléas naturels : météorologiques (tempête, orage, neige, grand froid, canicule ou sécheresse) et séisme (sismicité faible). Il est également exposé à un risque particulier : le risque de radon. Un site publié par le BRGM permet d'évaluer simplement et rapidement les risques d'un bien localisé soit par son adresse soit par le numéro de sa parcelle.

#### Risques naturels

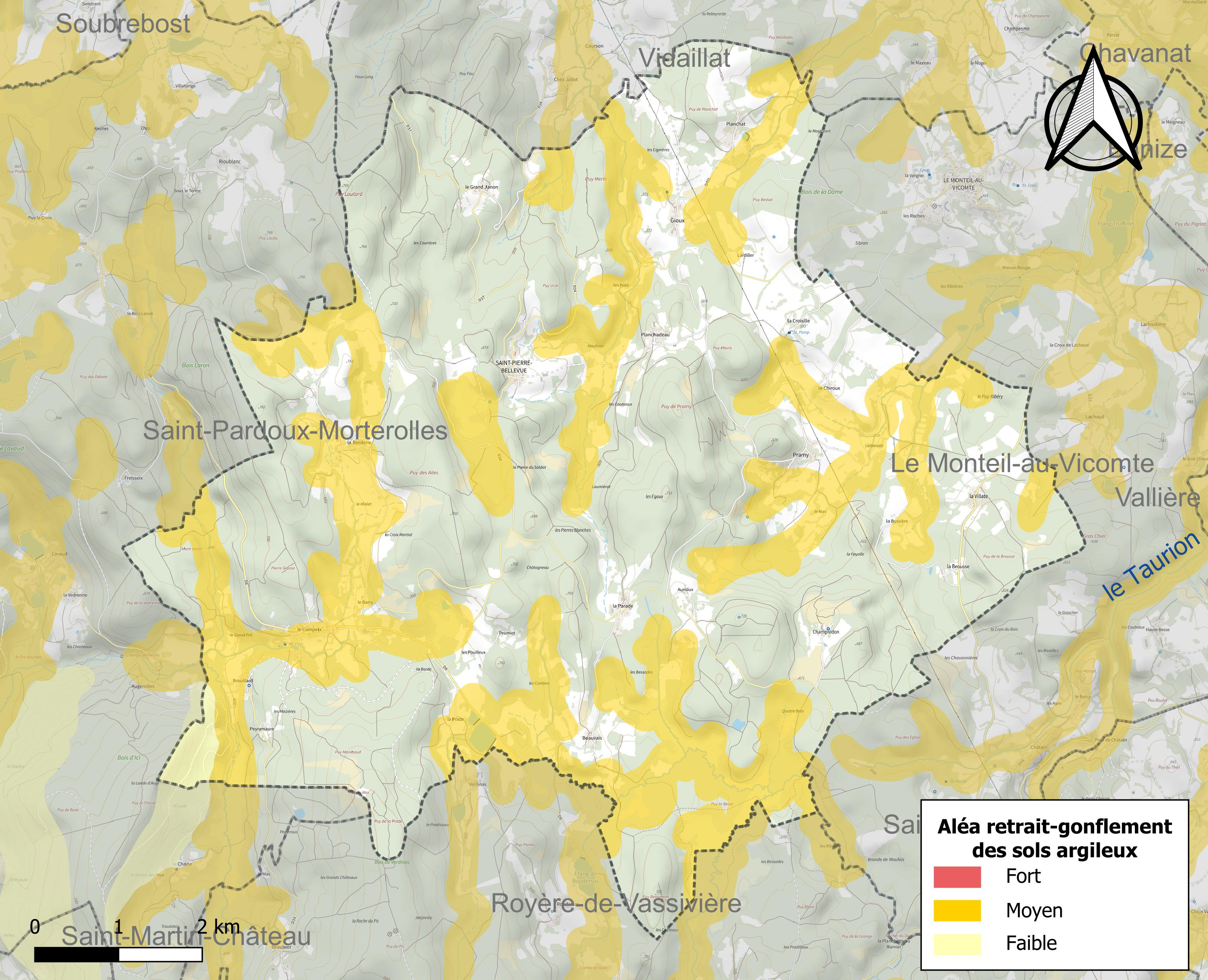
Carte des zones d'aléa retrait-gonflement des sols argileux de Saint-Pierre-Bellevue.

Le retrait-gonflement des sols argileux est susceptible d'engendrer des dommages importants aux bâtiments en cas d’alternance de périodes de sécheresse et de pluie. 31,2 % de la superficie communale est en aléa moyen ou fort (33,6 % au niveau départemental et 48,5 % au niveau national). Sur les 251 bâtiments dénombrés sur la commune en 2019,  74 sont en aléa moyen ou fort, soit 29 %, à comparer aux 25 % au niveau départemental et 54 % au niveau national. Une cartographie de l'exposition du territoire national au retrait gonflement des sols argileux est disponible sur le site du BRGM,.
Par ailleurs, afin de mieux appréhender le risque d’affaissement de terrain, l'inventaire national des cavités souterraines permet de localiser celles situées sur la commune.
La commune a été reconnue en état de catastrophe naturelle au titre des dommages causés par les inondations et coulées de boue survenues en 1982 et 1999. Concernant les mouvements de terrains, la commune a été reconnue en état de catastrophe naturelle au titre des dommages causés par des mouvements de terrain en 1999.

#### Risque particulier
Dans plusieurs parties du territoire national, le radon, accumulé dans certains logements ou autres locaux, peut constituer une source significative d’exposition de la population aux rayonnements ionisants. Certaines communes du département sont concernées par le risque radon à un niveau plus ou moins élevé. Selon la classification de 2018, la commune de Saint-Pierre-Bellevue est classée en zone 3, à savoir zone à potentiel radon significatif.

## Toponymie
Sent Peir en limousin. 

## Histoire
À l’époque moderne, Compeix est situé sur la route de Limoges à Lyon, ce qui assure une certaine prospérité. Au XVIIIe siècle, les tapisseries d’Aubusson détournent le flux commercial ce qui provoque l’abandon de l’itinéraire ancien.
En 1829, la commune de Compeix fut rattachée à Saint-Pierre, qui porte alors le nom de Saint-Pierre-le-Bost. Pour éviter toute confusion avec une autre commune également nommée Saint-Pierre-le-Bost, dans le nord du département, la commune prend le nom de Saint-Pierre-Bellevue en 1937.

## Politique et administration

### Les élus
| Période   | Période   | Identité                 | Étiquette | Qualité                     |
| --------- | --------- | ------------------------ | --------- | --------------------------- |
| mars 1977 | mars 2008 | René Parot               | PS        |                             |
| mars 2008 | 2020      | Jean Louis Pateyron      | PS        | Agent immobilier            |
| 2020      | En cours  | Pierre-Marie Nourrisseau | DVD       | Artisan tailleur de pierres |

## Démographie

### Évolution démographique
L'évolution du nombre d'habitants est connue à travers les recensements de la population effectués dans la commune depuis 1793. Pour les communes de moins de 10 000 habitants, une enquête de recensement portant sur toute la population est réalisée tous les cinq ans, les populations de référence des années intermédiaires étant quant à elles estimées par interpolation ou extrapolation. Pour la commune, le premier recensement exhaustif entrant dans le cadre du nouveau dispositif a été réalisé en 2007.

En 2022, la commune comptait 213 habitants, en évolution de −0,47 % par rapport à 2016 (Creuse : −3,32 %, France hors Mayotte : +2,11 %).
| 1793 | 1800 | 1806 | 1821 | 1831  | 1836  | 1841  | 1846  | 1851  |
| ---- | ---- | ---- | ---- | ----- | ----- | ----- | ----- | ----- |
| 962  | 628  | 755  | 764  | 1 013 | 1 109 | 1 184 | 1 174 | 1 221 |

| 1856  | 1861  | 1866  | 1872  | 1876  | 1881  | 1886  | 1891  | 1896  |
| ----- | ----- | ----- | ----- | ----- | ----- | ----- | ----- | ----- |
| 1 118 | 1 186 | 1 108 | 1 122 | 1 052 | 1 004 | 1 104 | 1 119 | 1 073 |

| 1901  | 1906 | 1911 | 1921 | 1926 | 1931 | 1936 | 1946 | 1954 |
| ----- | ---- | ---- | ---- | ---- | ---- | ---- | ---- | ---- |
| 1 002 | 944  | 948  | 773  | 716  | 674  | 592  | 551  | 421  |

| 1962 | 1968 | 1975 | 1982 | 1990 | 1999 | 2006 | 2007 | 2012 |
| ---- | ---- | ---- | ---- | ---- | ---- | ---- | ---- | ---- |
| 442  | 347  | 325  | 330  | 302  | 239  | 236  | 235  | 221  |

| 2017 | 2022 | - | - | - | - | - | - | - |
| ---- | ---- | - | - | - | - | - | - | - |
| 210  | 213  | - | - | - | - | - | - | - |

## Culture locale et patrimoine

### Lieux et monuments
- Église Saint-Pierre[25]. Elle est inscrite à l'Inventaire général du patrimoine culturel[25].
- Église de l'Invention-des-Reliques-de-Saint-Étienne[26]. Elle est inscrite à l'Inventaire général du patrimoine culturel[26].
- Église Saint-Étienne du Compeix[27]. L'édifice a été inscrit au titre des monuments historique en 1988[27].
- Deux sites archéologiques sont aussi présents dans la commune.

Il subsiste aussi un très riche petit patrimoine lié à l'usage de l'eau (fontaines, abreuvoirs, puits, lavoirs…).
- Enfin, des « loges de berger », témoignent d'une activité pastorale ancienne qui disparait au fil du temps au profit des plantations de résineux.
- Le GR de pays des cascades, landes et tourbières est un circuit de randonnée de 65 kilomètres permettant de relier Royère-de-Vassivière à Bourganeuf en passant par Saint-Pierre-Bellevue, Saint-Pardoux-Morterolles, Faux-Mazuras, Saint-Martin-Château et Saint-Junien-la-Bregère. Le circuit permet de visiter de nombreux sites naturels et monuments remarquables de la région : tourbières, cascade des Jarrauds, moulin d'Augerolles, tour Zizim, pont de planche en granit, croix, églises, sites inscrits des gorges du Verger et des roches du Mazuras… Le circuit peut s'effectuer à pied en trois ou quatre jours ou en un à deux jours en VTT ou à cheval[28].
- La tourbière de la Mazure située entre les communes de Royère-de-Vassivière, Le Monteil-au-Vicomte et Saint-Pierre-Bellevue. Cette tourbière n'est pas encore aménagée pour la visite du public.

### Personnalités liées à la commune
- Pierre Ferrand (1913-1996), médecin radiologue à Guéret, député de la Creuse (1956-1958), inhumé dans le cimetière de la commune.